# Абботсфорд (Британська Колумбія)
 Абботсфо́рд  (англ. Abbotsford) — місто (375,55 км²) у долині Фрейзер провінції Британської Колумбії у Канаді. Це найбільший за площею у Британській Колумбії і п'ятий за чисельністю населення за межами Великого Ванкувера муніципалітет з населенням 133 497 мешканців за переписом населення 2011 року, густота населення складає 355,5 осіб/км².
Південна межа муніципалітету є кордоном Канади з США, по ту сторону якого межує з містом Самас, Вашингтон. У Канаді, місто межує з містечком Ленглі на заході, річкою Фрейзер на півночі і містом Чілівак на сході. Великій частині Абботсфорда відкривається чудовий вид на гору Бейкер на південному сході (в Вашингтоні, США) і на Береговий хребет на півночі.

## Клімат
| Клімат Абботсфорда                         | Клімат Абботсфорда | Клімат Абботсфорда | Клімат Абботсфорда | Клімат Абботсфорда | Клімат Абботсфорда | Клімат Абботсфорда | Клімат Абботсфорда | Клімат Абботсфорда | Клімат Абботсфорда | Клімат Абботсфорда | Клімат Абботсфорда | Клімат Абботсфорда | Клімат Абботсфорда |
| Показник                                   | Січ.               | Лют.               | Бер.               | Квіт.              | Трав.              | Черв.              | Лип.               | Серп.              | Вер.               | Жовт.              | Лист.              | Груд.              | Рік                |
| Абсолютний максимум, °C                    | 17,7               | 20,6               | 24,9               | 29,8               | 36,0               | 34,7               | 37,8               | 36,3               | 37,5               | 29,3               | 20,6               | 18,2               | 37,8               |
| Середній максимум, °C                      | 5,8                | 8,5                | 11,3               | 14,5               | 17,8               | 20,3               | 23,4               | 23,8               | 21,0               | 15,0               | 9,1                | 5,9                | 14,7               |
| Середня температура, °C                    | 2,6                | 4,7                | 6,8                | 9,5                | 12,5               | 15,1               | 17,1               | 17,7               | 15,0               | 10,2               | 5,7                | 2,8                | 10,0               |
| Середній мінімум, °C                       | −0,6               | 0,8                | 2,3                | 4,4                | 7,2                | 9,9                | 11,5               | 11,5               | 8,8                | 5,4                | 2,3                | −0,3               | 5,3                |
| Абсолютний мінімум, °C                     | −21,1              | −18,9              | −12,8              | −4,4               | −2,2               | 1,1                | 2,2                | 3,3                | −1,7               | −7,5               | −16,7              | −20                | −21,1              |
| Середня кількість сонячних годин на місяць | 68,3               | 99,0               | 131,5              | 171,5              | 208,7              | 213,7              | 276,7              | 263,2              | 201,9              | 122,6              | 64,7               | 64,9               | 1886,7             |
| Норма опадів, мм                           | 198.1              | 160.3              | 146.4              | 120.2              | 99.1               | 78.9               | 50.2               | 49.3               | 75.9               | 145.3              | 240.9              | 208.6              | 1573.2             |
| Днів з опадами                             | 20,1               | 16,2               | 19,1               | 16,3               | 14,4               | 13,0               | 7,3                | 7,1                | 9,6                | 15,8               | 20,8               | 19,8               | 179,5              |
| Днів з дощем                               | 18,2               | 15,4               | 18,6               | 16,3               | 14,4               | 13,0               | 7,3                | 7,1                | 9,6                | 15,8               | 20,2               | 18,2               | 174,1              |
| Днів зі снігом                             | 3,7                | 1,9                | 1,4                | 0,3                | 0,0                | 0,0                | 0,0                | 0,0                | 0,0                | 0,0                | 1,3                | 3,6                | 12,2               |
| Вологість повітря, %                       | 73.3               | 62.9               | 59.9               | 56.9               | 56.5               | 57.1               | 54.5               | 53.2               | 56.4               | 66.1               | 74.3               | 74.5               | 62.1               |
| ------------------------------------------ | ------------------ | ------------------ | ------------------ | ------------------ | ------------------ | ------------------ | ------------------ | ------------------ | ------------------ | ------------------ | ------------------ | ------------------ | ------------------ |
| Джерело: Environment Canada                |                    |                    |                    |                    |                    |                    |                    |                    |                    |                    |                    |                    |                    |

## Відомі уродженці
- Карен Лі Баттен — канадська кантрі-співачка
- Джейк Віртанен — хокеїст Ванкувер Канакс
- Адам Гадвін — професійний гравець у гольф
- † Чарльз Гілл-Таут — антрополог-аматор XIX-XX ст.
- Емі Ґоф — канадська скелетоністка
- Девід Ван дер Ґулик — хокеїст Дюссельдорф ЕГ
- Брайан Дарксон — християнський автор-виконавець
- Берклі Даффілд — канадський актор
- Вікторія Даффілд — канадська співачка, акторка і танцюристка
- Френк Дейві — канадський поет XX ст.
- Кайл Каміскі — хокеїст Чикаго Блекгокс
- Райан Крейґ (хокеїст) — хокеїст Лейк Ері Монстерз
- Бред Моран — хокеїст Ноттінгем Пантерс
- Ларрі Нікель — композитор, диригент, музичний видавець і співак
- † Ґледіс Пауерс — 109-тирічна ветеранка Першої світової війни
- Джордан Прітчет — гітарист групи Faber Drive
- Мауро Раналло — канадський спортивний коментатор WWE
- Майкл Фанк — хокеїст Ванкувер Канакс
- Hedley — канадська поп-панк група

## Міста-побратими
- Фукаґава, Японія